# Ossie Ocasio
Ossie Ocasio, właśc. Osvaldo Ocasio  (ur. 12 sierpnia 1955) – portorykański bokser, były mistrz świata WBA wagi junior ciężkiej.

## Kariera zawodowa

### Waga ciężka
Ocasio zadebiutował na zawodowych ringach 20 lutego 1976 roku w wadze ciężkiej przeciwko Lorenzo Simonsowi którego znokautował w trzeciej rundzie, Wielką popularność zdobył w swoim dwunastym pojedynku 9 czerwca 1978 w którym pokonał niejednogłośnie na punkty Jimmy’ego Younga, który trzy lata wcześniej pokonał George’a Foremana. 27 stycznia 1979 doszło do pojedynku rewanżowego w którym ponownie lepszy okazał się Portorykańczyk lecz tym razem wygrywając przez jednogłośną decyzją. 23 marca 1979 stanął przed szansą zdobycia mistrzostwa świata federacji WBC, który był w posiadaniu Larry’ego Holmesa. Ocasio przegrał pojedynek przez TKO w siódmej rundzie doznając pierwszej porażki na zawodowych ringach. 22 kwietnia 1980 roku zmierzył się z niepokonanym Michaelem Dokesem, pojedynek zakończył się remisem jednak dwa miesiące później w rewanżu Ocasio został znokautowany już w drugiej rundzie. 17 marca 1981 roku w londynie zmierzył się z Johnem Lewis Gardnerem przegrywając przez KO w szóstej rundzie.

### Waga junior ciężka
Po tej porażce przeniósł się do nowo powstałej kategorii junior ciężkiej i 18 lutego 1982 roku wygrał z Robbie Williamsem zostając pierwszym mistrzem federacji WBA w tym przedziale wagowym oraz drugim Portorykańczykiem z pasem mistrzowskim (Carlos De León był wówczas mistrzem federacji  WBC). Trzykrotnie obronił pas by stracić go w czwartej obronie 1 grudnia 1984  z Piete Crousem. Na ring powrócił 23 marca 1986 pokonując na punkty Narcisco Maldonado a po ponad rocznej przerwie 15 maja 1987 pokonał byłego mistrza WBA Dwighta Muhammada Qawi. 5 grudnia 1987 stanął przed szansą odzyskania pasa WBA oraz zdobycia pasa IBF jednakże został znokautowany w jedenastej rundzie przez Evandera Holyfielda.

### Powrót do wagi ciężkiej
Po tej porażce Ocasio powrócił do wagi ciężkiej nie odnosząc już sukcesów, stoczył dziesięć pojedynków przegrywając osiem między innymi z Lennoxem Lewisem, Carlem Williamsem czy 23 listopada 1992 w swoim ostatnim pojedynku z Alexem Garcią. Po zakończeniu kariery osiadł w Orlando na Florydzie gdzie mieszka do dziś.